# Guglielmo Plüschow
Guglielmo Plüschow, właśc. Wilhelm Plüschow (ur. 18 sierpnia 1852 w Wismarze, zm. 3 stycznia 1930 w Berlinie) – niemiecki artysta fotograf, który zasłynął aktami młodych ludzi oraz związanymi z tym skandalami. Obecnie jego sposób fotografowania uważa się za artystyczny kanon wykonywania czarno-białych aktów.
W 1870 osiedlił się w Rzymie, jednocześnie zmienił imię na Guglielmo. Próbował swoich sił jako eksporter wina, ale szybko zwrócił się ku fotografice. Tworzył w Rzymie, Neapolu i na Capri, przedmiotem jego zdjęć byli młodzi ludzie, głównie mężczyźni, ale sporadycznie również kobiety. Na Capri zaprzyjaźnił się z baronem Jacquesem d'Adelswärd-Fersenem, wykonał tam serię zdjęć jego przyjaciela i kochanka Nino Cesariniego. Innym modelem Plüschowa był Vincenzo Galdi, którego nauczył fotografowania. Istnieją poważne przesłanki, aby uznać, że Galdi był kochankiem Plüschowa, który podarował mu prawa autorskie do swoich zdjęć. W późniejszych czasach Galdi prowadził galerię sztuki.
W 1902 wybuchł skandal, Plüschow został posądzony o molestowanie i uwodzenie nieletnich. Został aresztowany i został przez sąd skazany na osiem miesięcy więzienia. Podobne zdarzenie miało miejsce w 1907, w wyniku którego trzy lata później Guglielmo Plüschow opuścił Włochy i powrócił do Berlina.

## Źródła zewnętrzne
- Bernd-Ulrich Hergemöller: Plüschow, Wilhelm ("Guglielmo") In: Biographisches Lexikon für Mecklenburg. Rostock: Schmidt-Römhild. 2001, ISBN 3-7950-3713-1.
- Bernhard Albers (Hrsg.): Galdi. Gloeden. Plüschow. Aktaufnahmen aus der Sammlung Uwe Scheid. Rimbaud Presse, Aachen 1993.
- Et in Arcadia ego. Fotografien von Wilhelm von Gloeden, Guglielmo Plüschow und Vincenzo Galdi. Edition Oehrli, Zürich 2000.